# Telma Encarnação
Pour les articles homonymes, voir Encarnação.
Telma Raquel Velosa Encarnação, dite Telma Encarnação, née le 11 octobre 2001 à Câmara de Lobos au Portugal, est une footballeuse internationale portugaise qui évolue au poste d'attaquante au CS Marítimo. 
Internationale portugaise depuis 2018, elle entre dans l'histoire du football féminin portugais le 27 juillet 2023 en devenant la toute première buteuse portugaise lors d'une phase finale de coupe du monde.

## Biographie

### En club
Originaire de Funchal, sur l’île de Madère, elle grandit en jouant pieds nus dans les rues du quartier des Malvinas, rêvant d’être comme Cristiano Ronaldo, avec n’importe quel ballon, qu’il soit en papier ou de basket.
Elle a commencé à jouer « sérieusement » au football à l’âge de huit ans à ADRC «Os Xavelhas» de la ville voisine de Câmara de Lobos, avant de rejoindre l’équipe de jeunes de CS Marítimo à l’âge de 13 ans. Proche de sa famille, elle demande à la direction du Marítimo Funchal, de percevoir son premier salaire en bons d'achats alimentaires.
En mai 2018, elle marque lors de la victoire 6-0 du CS Marítimo sur le Clube Condeixa, ce qui assure la promotion du club au Campeonato Nacional Feminino pour la première fois.
Grâce à sa capacité physique, sa force dans les duels, sa qualité technique dans les appuis frontaux et explosion en profondeur et en largeur elle devient une joueuse clé du club, elle accepte un nouveau contrat de trois ans avec le club phare de Madère en mars 2021, prolongeant son séjour au club de Funchal qu’elle a rejoint en 2015.
Elle remporte le prix de la meilleure joueuse de la ligue portugaise pour la saison 2020-21.

### En sélection nationale
Elle joue pour les équipes nationales juniors de la FPF dans les groupes d’âge U16, U17, U19 et U23, disputant les matchs de qualification pour les phases finales de la catégorie Championnats d’Europe. 
Le 10 novembre 2018, elle inaugure sa première sélection senior pour le Portugal lors d’une victoire en match amical, 1-0 contre le Pays de Galles à Rio Maior. Elle entre en jeu en tant que remplaçante de sa compatriote madérienne Laura Luís à la 59e minute,.
Appelée par le sélectionneur Francisco Neto pour les matches de qualification pour le Championnat d'Europe féminin de football 2022, elle dispute en avril 2021, les deux matches aller et retour contre la Russie, matches de barrage pour accéder à la phase finale, qui a vu les Russes s’imposer. Après l’exclusion de la Russie de la phase finale du Championnat d'Europe féminin de football 2022, et sa place attribuée au Portugal, Telma Encarnação fait partie de l’équipe de joueuses sélectionnées par Francisco Neto. Elle joue quelques minutes dans deux matchs.
Régulièrement appelée en équipe nationale pour les matchs amicaux et les matches des Éliminatoires de la Coupe du monde féminine de football 2023. Le 30 mai 2023, elle fait partie des 23 joueuses pour la Coupe du Monde Féminine de la FIFA 2023. Le 27 juillet 2023, elle entre dans l'histoire du football féminin en devenant la toute première buteuse portugaise lors d'une phase finale de coupe du monde, contre le Vietnam (victoire 2-0). Remplaçante lors de la première journée de la compétition, l’attaquante lusitanienne a parfaitement su justifier la confiance accordée par le staff portugais pour cette deuxième rencontre, qu’elle débute dans le onze de départ. C'est à la 7e minute du match en reprenant parfaitement un centre bien ajusté par sa coéquipière Lúcia Alves, offrant également à l’équipe portugaise sa première victoire, après la défaite contre les Pays-Bas lors des débuts officiels de la compétition. Lors de cette rencontre elle est désignée meilleur joueuse du match.

## Statistiques

### En club
| Saison                | Club                  | Championnat           | Championnat | Championnat | Coupe(s) nationale(s) | Coupe(s) nationale(s) | Compétition(s) continentale(s) | Compétition(s) continentale(s) | Compétition(s) continentale(s) | Sélection | Sélection | Sélection | Total | Total |
| Saison                | Club                  | Division              | M.          | B.          | M.                    | B.                    | Comp.                          | M.                             | B.                             | Équipe    | M.        | B.        | M.    | B.    |
| 2017-2018             | CS Marítimo           | Promoção Feminino     | 0           | 0           | 0                     | 0                     | -                              | 0                              | 0                              | U17       | 9         | 14        | 9     | 14    |
| 2018-2019             | CS Marítimo           | Liga BPI              | 14          | 5           | 1                     | 0                     | -                              | 0                              | 0                              | U19 & A   | 12        | 9         | 27    | 14    |
| 2019-2020             | CS Marítimo           | Liga BPI              | 12          | 6           | 0                     | 0                     | -                              | 0                              | 0                              | U19       | 6         | 7         | 18    | 13    |
| 2020-2021             | CS Marítimo           | Liga BPI              | 22          | 17          | 1                     | 1                     | -                              | 0                              | 0                              | A         | 7         | 1         | 30    | 19    |
| 2021-2022             | CS Marítimo           | Liga BPI              | 20          | 18          | 5                     | 5                     | -                              | 0                              | 0                              | U23 & A   | 9         | 5         | 34    | 28    |
| 2022-2023             | CS Marítimo           | Liga BPI              | 20          | 14          | 1                     | 1                     | -                              | 0                              | 0                              | A         | 9         | 3         | 30    | 18    |
| Sous-total            | Sous-total            | Sous-total            | 88          | 60          | 8                     | 7                     | -                              | 0                              | 0                              | -         | 52        | 39        | 148   | 106   |
| Total sur la carrière | Total sur la carrière | Total sur la carrière | 88          | 60          | 8                     | 7                     | -                              | 0                              | 0                              |           | 52        | 39        | 148   | 106   |

Statistiques actualisées le 30 juillet 2023

### En sélection nationale[15]
| Matches officiels de Telma Encarnação en sélections portugaises au 4/08/23 | Matches officiels de Telma Encarnação en sélections portugaises au 4/08/23 | Matches officiels de Telma Encarnação en sélections portugaises au 4/08/23 | Matches officiels de Telma Encarnação en sélections portugaises au 4/08/23 | Matches officiels de Telma Encarnação en sélections portugaises au 4/08/23 |
| Club                                                                       | V.                                                                         | N.                                                                         | D.                                                                         | Buts                                                                       |
| -------------------------------------------------------------------------- | -------------------------------------------------------------------------- | -------------------------------------------------------------------------- | -------------------------------------------------------------------------- | -------------------------------------------------------------------------- |
| Portugal U16 (6 matchs:9,52%)                                              | 0 (00,00%)                                                                 | 2 (33,33%)                                                                 | 4 (66,67%)                                                                 | 4 (8,89%)                                                                  |
| Portugal U17 (13 matchs:20,63%)                                            | 6 (46,15%)                                                                 | 3 (23,08%)                                                                 | 4 (30,77%)                                                                 | 16 (35,56%)                                                                |
| Portugal U19 (16 matchs:25,40%)                                            | 8 (50,00%)                                                                 | 3 (18,75%)                                                                 | 5 (31,25%)                                                                 | 16 (35,56%)                                                                |
| Portugal U23 (2 matchs:3,17%)                                              | 0 (00,00%)                                                                 | 0 (00,00%)                                                                 | 2 (100,00%)                                                                | 3 (6,66%)                                                                  |
| Portugal A (26 matchs:41,28%)                                              | 12 (46,15%)                                                                | 9 (34,62%)                                                                 | 5 (19,23%)                                                                 | 6 (13,33%)                                                                 |
| Total                                                                      | 26 (41,27%)                                                                | 17 (26,98%)                                                                | 20 (31,75%)                                                                | 45                                                                         |

#### Buts de Telma Encarnação en sélection du Portugal A
| Sélections | Date              | Stade                                      | Adversaire     | Résultat | Compétition          | Buts |
| ---------- | ----------------- | ------------------------------------------ | -------------- | -------- | -------------------- | ---- |
| 9e         | 14 juin 2021      | BBVA Compass Stadium, Houston              | Nigeria        | 3 – 3    | Amical               | 1    |
| 11e        | 19 septembre 2021 | Haberfeld Stadium, Rishon LeZion           | Israël         | 0 – 4    | Qualif. Mondial 2023 | 1    |
| 14e        | 28 juin 2022      | Estádio António Coimbra da Mota, Estoril   | Australie      | 1 – 1    | Amical               | 1    |
| 17e        | 6 septembre 2022  | Estádio do Futebol Clube de Vizela, Vizela | Turquie        | 4 – 0    | Qualif. Mondial 2023 | 1    |
| 21e        | 11 avril 2023     | Estádio D. Afonso Henriques, Guimarães     | Pays de Galles | 1 – 1    | Amical               | 1    |
| 25e        | 27 juillet 2023   | Waikato Stadium, Hamilton                  | Viêt Nam       | 2 – 0    | Mondial 2023         | 1    |